# Ahurjansko jezero
Ahurjansko jezero (arm. Ախուրյանի ջրամբար; tur. Arpaçay Baraj Gölü) je akumulacija na rijeci Ahurjan, na granici Armenije i Turske. Akumulacija ima površinu od 54 km² i volumenom od 525 milijuna m3 To je jedan od najvećih akumulacija na Kavkazu, iako je manji od akumulacije Mingachevir i akumulacije Shamkir u Azerbajdžanu.
Voda jezera se koristi za navodnjavanje u armenskim pokrajinama Aragacotn, Armavir i Širak. Voda koja se koristi u Turskoj za navodnjavanje (70 000 ha poljoprivrednih površina) u pokrajinama Kars i Ardahan.

## Temelj
Dana 25. travnja 1963. Turska i Sovjetski Savez (u čijem je sastavu tada bila Armenija) potpisali su sporazum o izgradnji brane na rijeci Ahurjan i reguliranju protoka četiriju rijeka u akumulacijsko jezero. Građena je između 1975. i 1980., a počela je s radom 1980.

## Onečišćenje
Prema armenskim istraživačima, "vodovodni sustav zagađen je teškim metalima i različitim toksičnim materijalima".